# Partia Socjaldemokratyczna (Wielka Brytania, 1981)

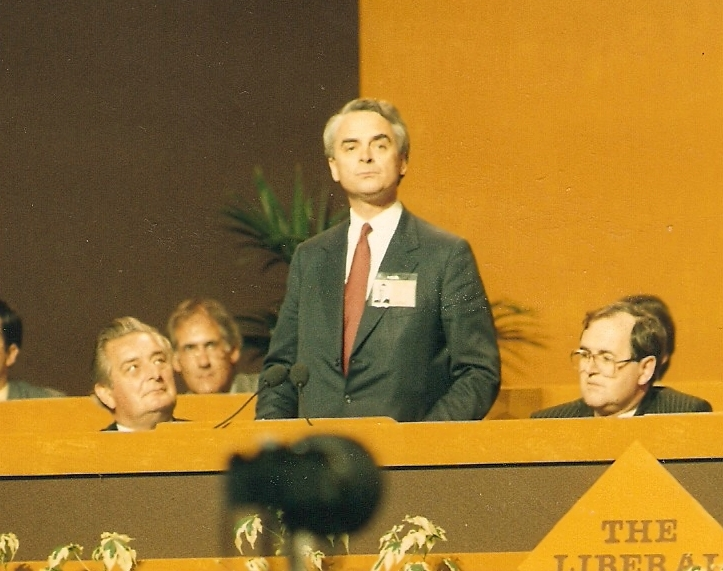
Jeden z liderów SDP – Bob Maclennan (1987–88)

Partia Socjaldemokratyczna (ang. Social Democratic Party, SDP) – brytyjska centrowa partia polityczna istniejąca w latach 1981–1988.

## Historia
Jej założycielami byli przedstawiciele prawego skrzydła Partii Pracy – Roy Jenkins, David Owen, Bill Rodgers i Shirley Williams. Przyczyną secesji była, zdaniem rozłamowców, zbytnia „lewicyzacja” Partii Pracy, w której poważne wpływy zyskała skrajnie lewicowa frakcja „Bennities”, kierowana przez Tony'ego Benna.
Do nowej partii przystąpiło 28 laburzystowskich deputowanych oraz jeden konserwatysta (Christopher Brocklebank-Fowler). Początkowo partią kierowała czwórka założycieli (tzw. „banda czterech”, Gang of Four). Wybory na lidera przeprowadzono w 1982. Zwycięzcą został Roy Jenkins. Do wyborów w 1983 r. SDP poszła w koalicji z Partią Liberalną. Jenkins był kandydatem na premiera owej koalicji, jednak większe poparcie od niego uzyskał lider liberałów David Steel. W wyborach koalicja uzyskała 25% poparcie, co przełożyło się na ledwie 23 miejsca w Izbie Gmin, z czego 6 obsadzili socjaldemokraci.
W 1987 Steel zaproponował trwałe połączenie SDP i Partii Liberalnej. Większość członków SDP głosowała za połączeniem. Odpowiednia umowa została podpisana 3 marca 1988. Utworzyła ona nową partię polityczną, Liberalnych Demokratów.

## Liderzy Brytyjskiej Partii Socjaldemokratycznej
- 1982 – 1983: Roy Jenkins
- 1983 – 1987: David Owen
- 1987 – 1988: Bob Maclennan